# Antelope Canyon

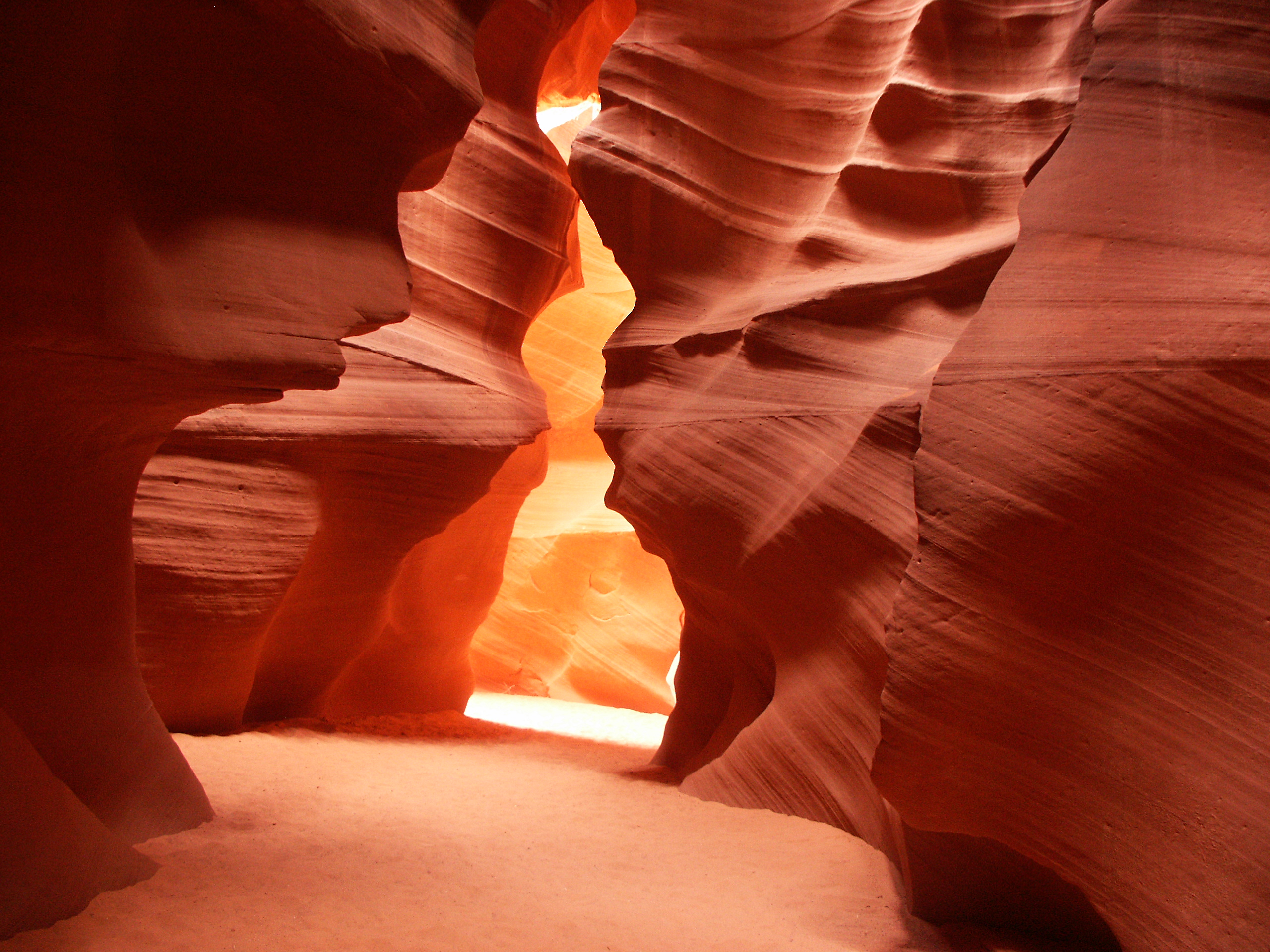
Antelope Canyon

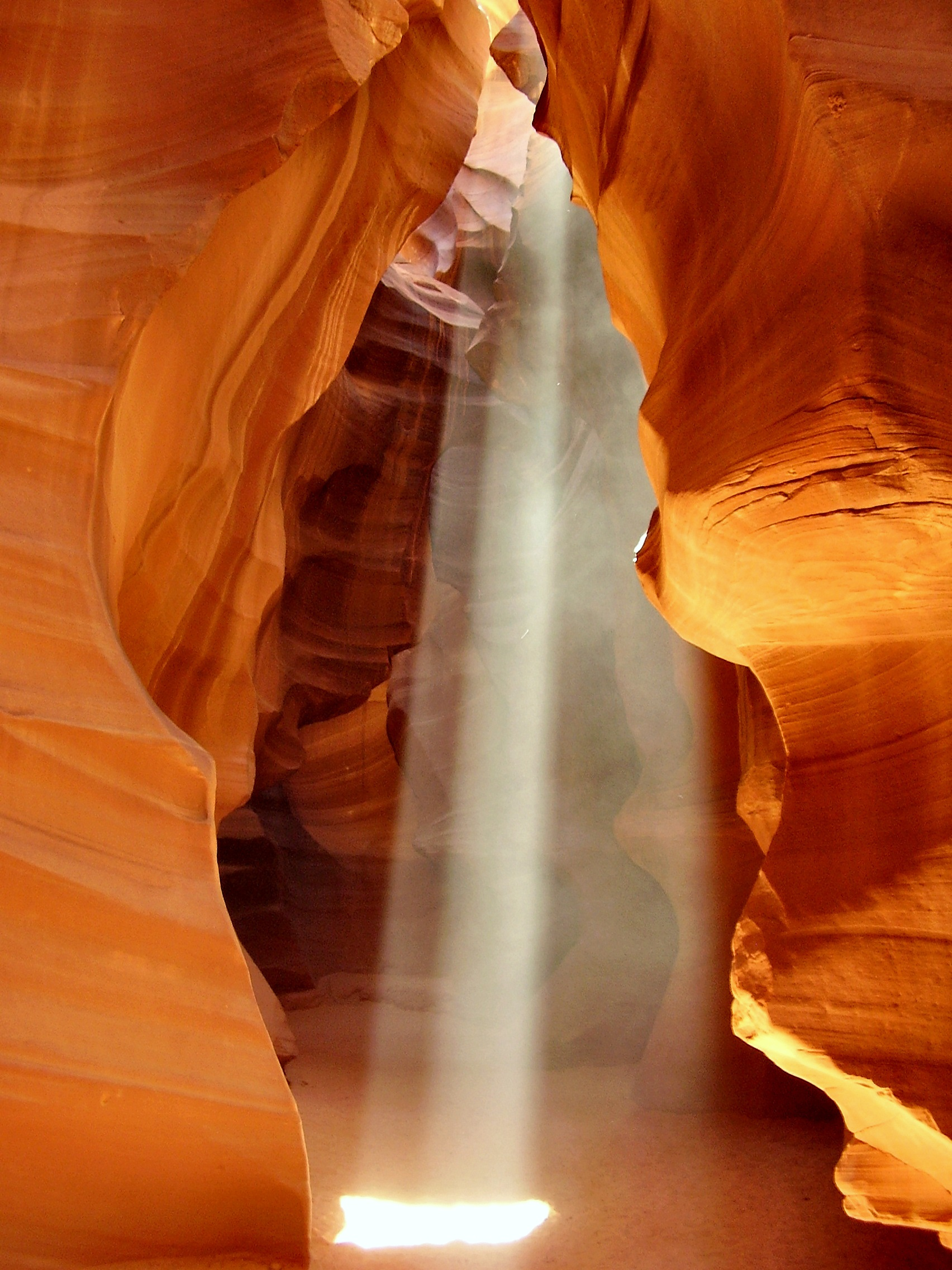
Lichteffect in de canyon

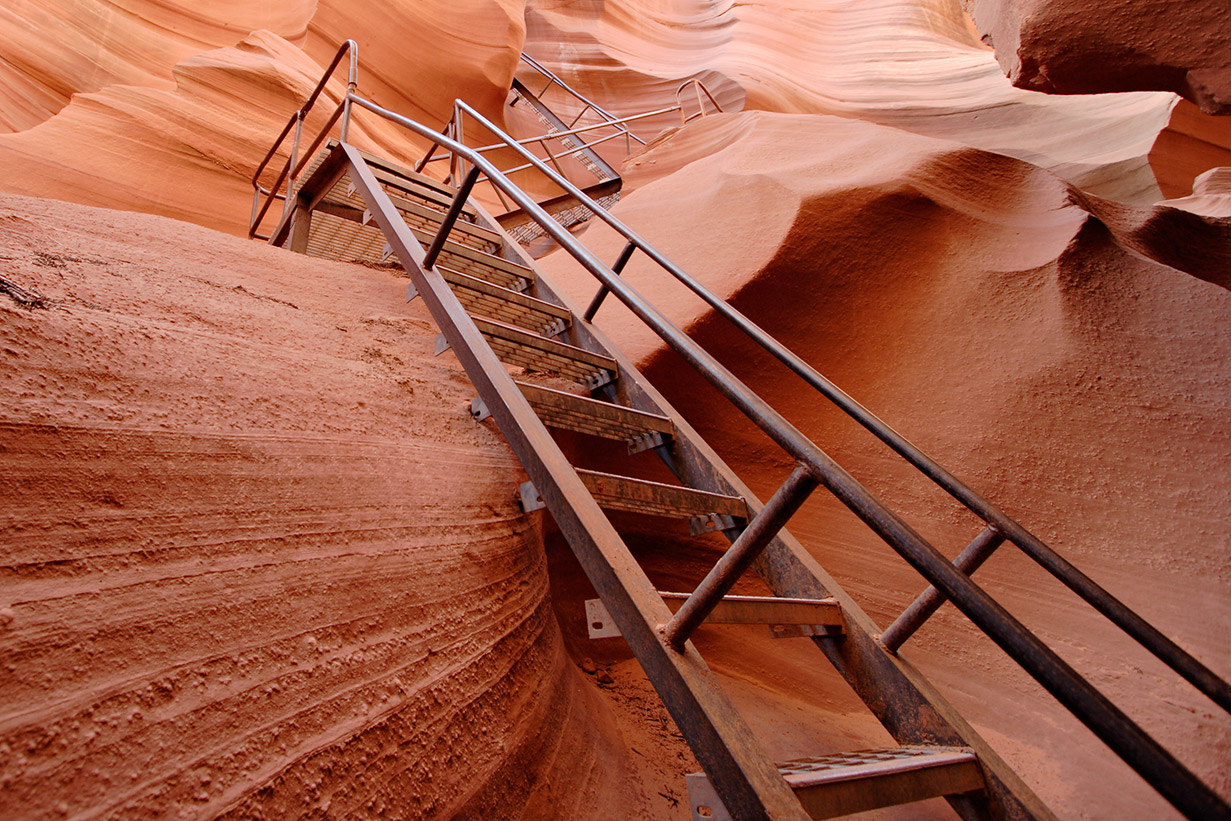
De trappen naar Lower Antelope Canyon

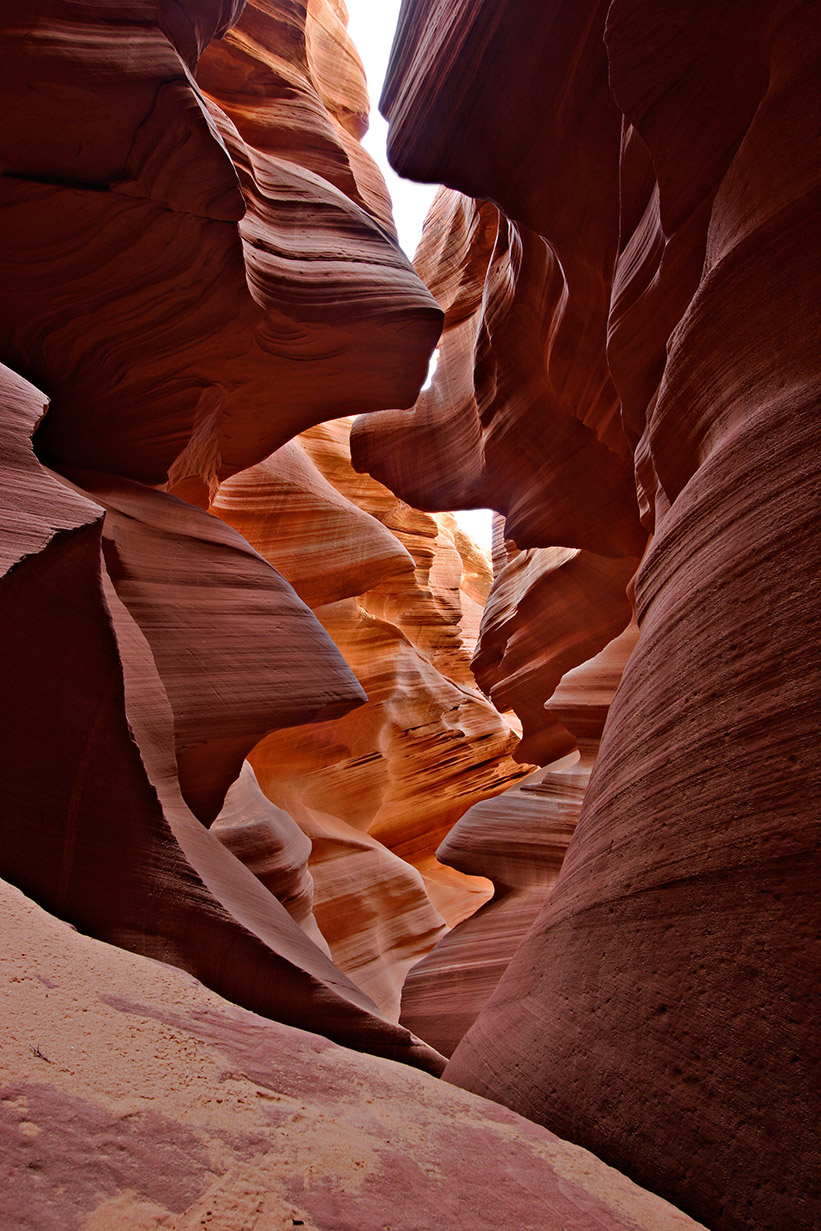
Lower Antelope Canyon

Antelope Canyon bestaat uit twee kleine canyons, genaamd Lower Antelope Canyon en Upper Antelope Canyon. Het gaat hier om zogenaamde slot canyons. Dit zijn smalle kloven die door water of modder zijn uitgesleten.
De Antelope Canyons liggen in een Navajoreservaat in de buurt van het dorp Page in Arizona, vlak bij Lake Powell.

## Upper Antelope Canyon
De Upper Antelope Canyon is zo'n 400 meter lang en 44,3 meter diep. Hier zijn bijzondere lichteffecten te zien, doordat op een aantal plaatsen de zonnestralen door smalle openingen naar binnen schijnen.

## Lower Antelope Canyon
Lower Antelope Canyon ligt een paar kilometer verderop. Deze canyon is veel smaller en moeilijker te bereiken.

## Geologie
Door het sluiten van de Iapetusoceaan tijdens het Devoon ontstaan de Appalachen. Vanaf dit moment start ook de erosie van dit gebergte. Heel veel erosiemateriaal komt via de passaatwinden naar het centrum van wat we nu de Verenigde Staten noemen. Er ontstaan, naar analogie met de Sahara, een erg of enorme zandzee. Door toenemende druk (diagenese) ontstaat zandsteen, beter bekend als Navajo Zandsteen.  In dit gesteente ontstaat een canyon door erosie. Doordat tijdens de moessonseizoenen het regenwater zich snel verzamelt in bassins stroomopwaarts stroomt de enorme hoeveelheid regenwater samen met het sediment door de vallei en ontstaan modderstromen. Bij de vernauwingen aan de canyons schuren deze de canyon verder uit. Daarnaast heeft de wind zijn werk gedaan.
De zachte steensoorten werden hierdoor afgesleten en de hardere soorten gepolijst.

## Trivia
- Op 12 augustus 1997 kwamen in de canyon 11 mensen om het leven tijdens een onverwachte modderstroom.
- Op 30 oktober 2006 ontstond een modderstroom die 36 uur bleef doorrazen. De autoriteiten reageerden hierop door de Lower Antelope canyon voor 5 maanden te sluiten.